# Llorente (Philippines)
Pour les articles homonymes, voir Llorente.
Llorente est une localité de la province du Samar oriental, aux Philippines. En 2015, elle compte 20 149 habitants.